# Schorsknaagkevers
De schorsknaagkevers (Trogossitidae) zijn een kleine familie van ongeveer 600 soorten kevers in de onderorde Polyphaga, infraorde Cucujiformia en de superfamilie Cleroidea. Subfamilies zijn Lophocaterinae, Peltinae en Trogossitinae.
De kevers variëren in lengte van 5 mm tot 5 cm en zijn meestal donker gekleurd. Ze zijn voornamelijk te vinden onder boomschors, in houtschimmel en in droog plantaardig materiaal, overwegend in de tropische gebieden. In Europa werden 25 geslachten en 62 soorten waargenomen. 59 soorten zijn te vinden in Amerika en 36 in Australië.
Alternatieve namen zijn warenkevers, broodkevers en platkevers.

## Taxonomie
De volgende taxa worden bij de familie ingedeeld:
- Onderfamilie Trogossitinae Latreille, 1802
  - Tribus Calityini Reitter, 1922
    - Geslacht Calitys Thomson, 1859

  - Tribus Egoliini Lacordaire, 1854
  - Tribus Gymnochilini Lacordaire, 1854
  - Tribus Larinotini Ślipiński, 1992
  - Tribus Trogossitini Latreille, 1802
    - Geslacht Temnoscheila Westwood, 1830
    - Geslacht Nemozoma Latreille, 1804
- Onderfamilie Peltinae Latreille, 1806
  - Tribus Peltini Latreille, 1806
  - Tribus Colydiopeltini Kolibáč, 2006
  - Tribus Phloiophilini Kiesenwetter, 1863
  - Tribus Thymalini Léveillé, 1888
- Onderfamilie Lophocaterinae Crowson, 1964
  - Tribus Decamerini Crowson, 1964
  - Tribus Ancyronini Kolibáč, 2006
  - Tribus Lophocaterini Crowson, 1964